# Néréïde (1914)
Néréïde (Q93) – francuski oceaniczny okręt podwodny z czasów I wojny światowej i okresu międzywojennego, druga jednostka typu Gustave Zédé. Została zwodowana 9 maja 1914 roku w stoczni Arsenal de Cherbourg, a ukończono ją w styczniu 1916 roku. Okręt służył w Marine nationale do 1935 roku.

## Projekt i budowa
„Néréïde” zamówiona została na podstawie programu rozbudowy floty francuskiej z 1909 roku. Okręt zaprojektował inż. Jean Simonot. W przeciwieństwie do bliźniaczej jednostki („Gustave Zédé”), na której zainstalowano napęd parowy, okręt od początku wyposażono w silniki Diesla.
„Néréïde” zbudowana została w Arsenale w Cherbourgu. Stępkę okrętu położono w lipcu 1911 roku, a zwodowany został 9 maja 1914 roku. Nazwa okrętu nawiązywała do mitologicznych greckich nimf morskich – nereid.

## Dane taktyczno–techniczne
„Néréïde” była dużym, oceanicznym okrętem podwodnym. Długość całkowita wynosiła 74 metry, szerokość 6 metrów i zanurzenie 3,74 metra. Wyporność w położeniu nawodnym wynosiła 820 ton, a w zanurzeniu 1047 ton. Okręt napędzany był na powierzchni przez dwa 8-cylindrowe, dwusuwowe silniki Diesla Schneider-Carels o łącznej mocy 2400 koni mechanicznych (KM). Napęd podwodny zapewniały dwa silniki elektryczne tej samej firmy o łącznej mocy 1640 KM. Dwuśrubowy układ napędowy pozwalał osiągnąć prędkość 17,3 węzła na powierzchni i 10,5 węzła w zanurzeniu. Zasięg wynosił 1550 Mm przy prędkości 16 węzłów (3120 Mm przy 10 węzłach) w położeniu nawodnym oraz 90 Mm przy prędkości 4 węzłów pod wodą. Dopuszczalna głębokość zanurzenia wynosiła 50 metrów.
Okręt wyposażony był w osiem wyrzutni torped kalibru 450 mm (dwie wewnętrzne na dziobie, cztery zewnętrzne na pokładzie i dwie zewnętrzne na rufie), z łącznym zapasem 10 torped oraz dwa pokładowe działa: kal. 75 mm i kal. 47 mm. Załoga okrętu składała się z 47 oficerów, podoficerów i marynarzy.

## Przebieg służby
„Néréïde” została wcielona do służby w Marine nationale w styczniu 1916 roku. Jednostka otrzymała numer taktyczny Q93. Podczas wojny okręt operował na Atlantyku.
W latach 1921–1922 „Néréïde” poddano modernizacji: okręt otrzymał nowy kiosk, mostek i peryskop, a także wymieniono dwie zewnętrzne wyrzutnie torped na obrotowe. Po remoncie okręt dalej pełnił służbę na Atlantyku do 27 sierpnia 1935 roku, kiedy skreślony został z listy floty.